# تیم ملی فوتسال چین تایپه
تیم ملی فوتسال تایوان (چین تایپه) نماینده تایوان در مسابقات بین‌المللی فوتسال و یکی از تیم‌های فوتسال آسیایی است.
براساس رده‌بندی فیفا تیم فوتسال تایوان جایگاه ۸۷ را در بین تیم‌های ملی فوتسال جهان دارد.